# Romy Ram
Rodolfo Abreu (Santo Domingo, 28 de septiembre de 1984), conocido como Romy Ram, es un rapero, compositor y productor musical de música cristiana. Ha lanzado 5 producciones musicales y figura entre los primeros cantantes en hacer música urbana en República Dominicana.
Ha participado en diferentes proyectos discográficos de Redimi2 como Revolución y El equipo invencible, y ha colaborado con Redimi2, Tercer Cielo, Anlly Piantini, Ariel Kelly, Henry G, entre otros, siendo reconocido en Premios El Galardón por su álbum debut como solista en 2009, y en otras distintas categorías y ceremonias.

## Carrera musical

### Inicios
En el año 2000, escribe su primera canción titulada «Piedra de tropiezo», la cual no fue de gran aceptación en su congregación pues para ese entonces, la música urbana no era muy bien recibida, pero a pesar de los inconvenientes, él continuó escribiendo y cantando en algunas de las actividades que realizaban en su sector. Al año siguiente, ingresa al Ministerio Identidad dirigido por el pastor Luperón Ramírez, un grupo organizado para llevar la palabra de Dios a través de las artes en las calles, con el cual se trasladó a diferentes sectores de Santo Domingo.

### Máximo Poder de 3 (2001 - 2007)
El Ministerio Identidad estaba conformado por los cantantes, Redimi2, 3C, Ariel Kelly, entre otros artistas como un nuevo dueto llamado MP3, conformado por Romy Ram y su amigo Luis Comas. Luego de tres años, MP3 lanza su primer disco titulado Máximo Poder de Tres, con el respaldo de Redimi2 Records e Identidad Music y cuenta con 11 temas de hip hop, rap y reguetón.
En este tiempo, Romy participó en diversos álbumes de música urbana como Hasta los dientes, Revolución y El equipo invencible de Redimi2, Violencia Espiritual de Ariel Kelly, entre otros. Luego de 6 años del ministerio Máximo Poder de 3, Romy Ram y Luis Comas deciden individualizarse y hacer proyectos por separado.

### Debut solista(2008)
En el año 2008, lanza al mercado su primer disco como solista, Rompiendo el Silencio, con 16 temas de su autoría y participación de Redimi2, Benhur Berroa, Loandy, entre otros, bajo el sello Juegos Pesados Inc. y con la colaboración especial de Redimi2 Records y Cántaro Music. Este álbum fue elegido en el 2009 por la Asociación Dominicana de Comunicadores Cristianos (ADOCOC), como “Mejor producción Urbana del año”.
En el 2010, anuncia el álbum En Cámara Lenta, en el que se encuentran fusiones musicales con un toque melódico en sus canciones, con una mezcla de Pop Rock, Vallenato, Rock and Roll y Dance hall, con la participación de algunos de los músicos más destacados en la República Dominicana. El álbum llegaría al año siguiente, y sería presentado en Expolit, siendo «La pena se fue» y «En cámara lenta», la canción que se utilizó como sencillo, y contó con vídeo oficial.
En 2012, estrena un nuevo sencillo titulado «Gotas», con el cual reafirmó sus pasos hacia la diversificación y fusión musical. ECL-Revolution se llamaría un proyecto discográfico de Romy, que a la postre, se lanzaría en 2014 como Gotas, el primer recopilatorio del artista, que también incluyó «Me Amas», canción que se lanzó junto a «Yo mismo Cap. 2», para promocionar otro álbum, Armas de Construcción Masiva. Ese mismo año, participó en el álbum Exterminador Operacion RD de Redimi2 para la canción «7 en el Micrófono RD» con la participación de Natán El Profeta, La Discípula, Sarah La Profeta, JG y Pérez del Aposento Alto. Asimismo, formó parte de los artistas dominicanos que se comprometieron a mejorar su contenido en sus canciones.

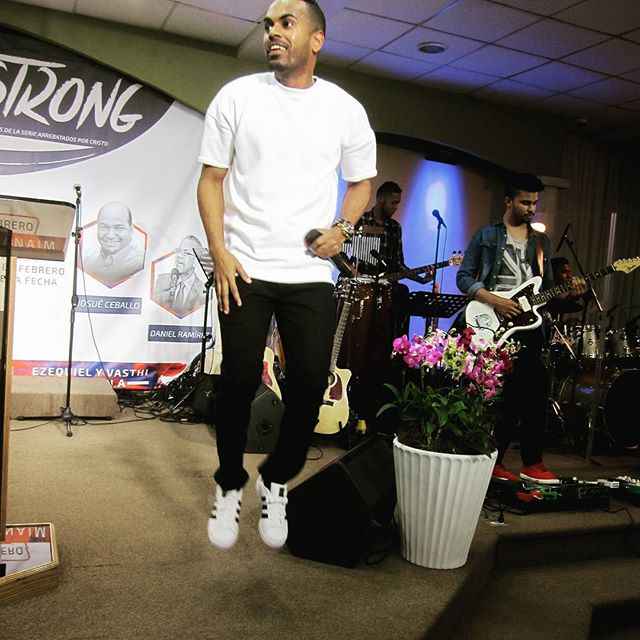
Romy Ram en concierto, 2016

En 2014 y 2015, representó a los talentos de República Dominicana como parte del evento "Urban Starz", compartiendo escenario con Redimi2, Melvin Ayala, Radikal People, Rubinsky RBK, Blessed1, entre otros. En 2016, debutaron con música urbana en el evento Batalla de la fe. Romy Ram se presentó el en el Latin Alternative Music Conference (LAMC) 2017 realizado en el hotel Stewart de la ciudad de Nueva York, donde presentó «Un tipo anormal».
En 2018, participó de la canción «Clamor por mi nación» de Misael Drullard, en colaboración con otros artistas, asimismo, de la canción «Quisqueyano 4 (Versión Cristiana)» junto a Nico Clínico y otros raperos dominicanos.
En 2019, su colaboración con Ariel Kelly y Henry G, fue incluida como banda sonora de la película We Die Young protagonizada por Jean-Claude Van Damme. También participó en la remezcla de «No te oigo» de Ariel Ramírez junto a Indiomar, Manny Montes, Rubinsky RBK y Eliud L'Voices. Ese año, recibió un disco de platino cortesía de Spotify por alcanzar el millón de reproducciones con su canción «Gotas».

### 15 años de trayectoria (2021)
En 2021, el dominicano Romy ahora residente en Puerto Rico, recibió una estatuilla por parte de Premios el Galardón reconociendo sus más de 15 años en la música cristiana.
En 2022, presentó su álbum Radiografía, bajo la producción de Juan Jiménez (Stack), Gregory (Kanelo Pro) y Helton DJ. El álbum consta de diez temas, todos de la autoría del propio Romy, con el sencillo «Mujer», lanzado el día internacional de la mujer y con la participación de Julio Sarante. «No te soltaré» sería uno de los sencillos de este proyecto discográfico.

### Saint Rodolfoy los 7 Testigos (2023)
En 2023, lanzó un álbum titulado Saint Rodolfo, en el cual, lanza algunos versos a Redimi2. Asimismo, Romy lidera el colectivo musical urbano llamado 7 Testigos, donde comparte junto a Lara Street Prophet, Sr. Pérez (Aposento Alto), Chelo Home, Villanova y Atalaya (Ejército de Sion), con sus dos sencillos con videoclip, «De vuelta a la raíz» y «El Becerro de Oro».

## Discografía

### Álbumes de estudio
- 2006: Máximo Poder de 3 (con MP3)
- 2008: Rompiendo el Silencio
- 2011: En Cámara Lenta
- 2022: Radiografía
- 2022: Rompiendo el Silencio (Collection Edition)
- 2023: Saint Rodolfo

## Premios y nominaciones
- 2009: Premios el Galardón. Mejor producción urbana por Rompiendo el Silencio.[39]
- 2015: Premios el Galardón. Canción del año por «Me Amas». (Nominado)[40]
- 2016: Premios Redención: Video musical del año y Canción urbana del año (ambas nominaciones)[41]
- 2016: Premios el Galardón. Artista urbano del año.[42]
- 2021: Premios el Galardón: Reconocimiento a 15 años de trayectoria.[43]